# Estadio do Zimpeto
El Estadio Nacional do Zimpeto (en portugués: Estádio Nacional do Zimpeto) es un estadio multiusos ubicado en el barrio de Zimpeto, a las afueras de Maputo, Mozambique. Fue inaugurado el 23 de abril de 2010 a propósito de los Juegos Panafricanos de 2011, con aforo para 42 000 personas. El mismo fue construido con financiamiento chino, bajo un acuerdo de inversión entre los gobiernos de ambos países.